# Верхний Вест-Сайд
Верхний Ве́ст-Са́йд (англ. Upper West Side) — район в Манхэттене, ограниченный Центральным парком, рекой Гудзон, 59-й и 110-й улицами. В Верхний Вест-Сайд нередко включают квартал Морнингсайд-Хайтс. Как и Верхний Ист-Сайд, Верхний Вест-Сайд является районом элитной жилой застройки, жители которого заняты в коммерческой сфере в Мидтауне и Даунтауне. Верхний Вест-Сайд является родиной для многих деятелей культуры и искусства.

## География
На юге Верхний Вест-Сайд ограничен 58-й улицей, на востоке — Центральным парком, на западе — рекой Гудзон. Северная же его граница нечёткая. Несмотря на то, что за неё обычно принято считать 110-ю улицу, ограничивающую также и Центральный парк, иногда за границу Верхнего Вест-Сайда считают и 125-ю улицу, ограничивающую район Морнингсайд-Хайтс.
Район к северу от 96-й улицы и к востоку от Бродвея носит название Манхэттен-Валли. С запада на восток Верхний Вест-Сайд пересекают следующие авеню:
- Риверсайд-драйв (12-я авеню)
- Вест-Энд-авеню (11-я авеню)
- Бродвей
- Амстердам-авеню (10-я авеню)
- Коламбус-авеню (9-я авеню)
- Сентрал-Парк-Вест (8-я авеню).

Центральной магистралью района является Бродвей, который на юге района идёт под углом, а выше 72-й улицы — параллельно с остальными авеню. В Верхнем Вест-Сайде Бродвей пролегает от площади Коламбус-Серкл на 59-й улице, пересекает Коламбус-авеню в Линкольн-сквере на 65-й улице, Амстердам-авеню в Верди-сквере на 72-й улице и переходит в Вест-Энд-авеню в Страус-Парке на 107-й улице.
В районе Морнингсайд-Хайтс к западу от Гарлема расположены Собор Иоанна Богослова, Колумбийский университет, Барнардский колледж, Педагогический колледж Бэнк-стрит, Национальный совет церквей Христа, Нью-Йоркская объединённая теологическая семинария, Манхэттенская музыкальная школа, Мавзолей Гранта и Риверсайдская церковь.

## История
До прихода европейцев на территории, где ныне расположен Верхний Вест-Сайд, жили индейцы делавары. В XVIII столетии на этой территории располагались многочисленные крестьянские хозяйства и загородные резиденции зажиточных горожан, среди которых одной из наиболее известных являлась Ферма Апторпа. В первой половине XIX века в районе начали селиться представители низшего класса.
В 1830-х годах вдоль прибрежной полосы Верхнего Вест-Сайда была проложена ветка Нью-Йоркской центральной железной дороги, соединившей город Нью-Йорк со столицей штата Олбани. В 1850-х годах, с созданием Центрального парка, жители с низким достатком, чьи дома располагались на его территории, были вынуждены переселиться на Вест-Сайд. В районе возникло множество общежитий, таверн и приютов для бедняков. Помимо этого, на развитии района негативно сказался и биржевой кризис 1873 года. Переломными моментами в истории Верхнего Вест-Сайда стали прокладка в 1870-х годах надземной железной дороги вдоль Коламбус-авеню (ныне 9-я авеню) и переезд в 1890-х годах Колумбийского университета в район Морнингсайд-Хайтс. В 1904 году под районом была проложена первая в городе линия метрополитена, IRT Broadway — Seventh Avenue, с выходами на 59-й, 66-й, 72-й, 79-й, 86-й, 91-й, 96-й, 103-й, 110-й, 116-й улицах и на Манхэттен-стрит (ныне 125-й улице). Открытие метро вызвало в районе строительный бум.
В 1900-х годах к югу от 67-й улицы стали заселяться афроамериканцы. К 1960-м годам места их расселения превратились в трущобы, которые послужили местом съёмки культового фильма «Вестсайдская история». В 1962—1968 годах в рамках масштабной программы перестройки в этой части Вест-Сайда был возведён Линкольн-центр и жилой комплекс Линкольн-Тауэрс. Также в начале XX столетия и в 1930-е годы в районе селилось множество ашкеназов — выходцев из переживавшей волнения Европы. Ныне они представлены многочисленной диаспорой. В 1950-60-х годах Верхний Вест-Сайд испытал приток иммигрантов из Восточной Европы и Карибского бассейна. Также в период между послевоенными годами и до глобальной эпидемии СПИДа к югу от 86-й улицы проживало значительное количество геев. В 1970—1980-х годах в сравнительно дешёвых домах Верхнего Вест-Сайда массово селились выпускники колледжей.
В 1962 году на участке между 59-й и 72-й улицами площадью в 23 Га было заложено строительство крупного жилого комплекса Риверсайд-Саут, продолжавшееся 40 лет. Совокупная площадь жилого фонда составила 170 000 м², офисного пространства — 30 000 м², а общая стоимость постройки — $3 млрд.

## Население
Верхний Вест-Сайд является одним из наиболее густонаселённых районов на Манхэттене. По данным на 2009 год, численность населения составляла 207 519 жителей. Средняя плотность населения составляла свыше 32 000 чел./км², превышая среднюю плотность населения по Нью-Йорку более чем в 3 раза. В расовом соотношении основную долю составляли белые. Средний доход на домашнее хозяйство более чем в 1,5 раза превышал средний показатель по городу: $86 512.

## Общественный транспорт
Под Верхним Вест-Сайдом пролегает две линии Нью-Йоркского метрополитена: IRT Broadway – Seventh Avenue Line вдоль Бродвея со станциями на 59-й, 66-й, 72-й, 79-й, 86-й, 96-й, 103-й, 110-й, и 116-й улицах, а также IND Eighth Avenue Line вдоль авеню Сентрал-Парк-Уэст со станциями на 59-й, 72-й, 81-й, 86-й, 96-й, 103-й и 110-й улицах.
Район обслуживается автобусными маршрутами M5, M7, M10 и M104.